# گفت‌وگو

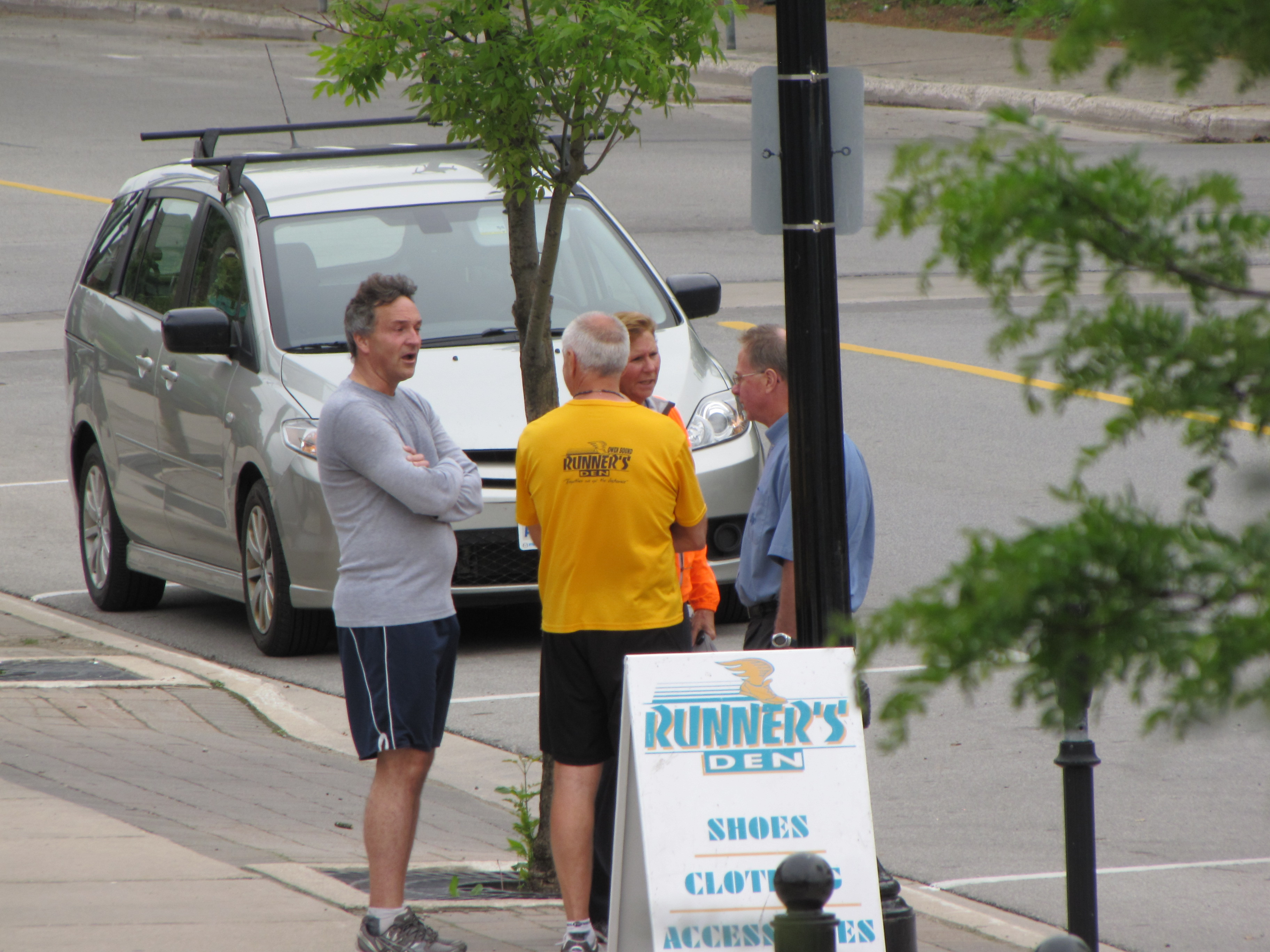
مردم در کنار جاده در حال گفت‌وگو با یکدیگر

گفت‌وگو نوعی برهم‌کنش بین دو یا چند نفر و ارتباطی بداهه بین دو یا چند نفر از مردم در راستای رسوم است. تحلیل گفت‌وگو شاخه‌ای از جامعه‌شناسی است که به مطالعهٔ بافت و ساختار رفتارهای انسانی با نگاهی عمیق‌تر به رفتارهای گفت‌وگو می‌پردازد.
یکی از اولین متفکرانی که بر گفت‌وگو برای یافتن حقیقت تأکید می‌کرد، سقراط بود. او معتقد بود آفرینشِ معنا در پرتو گفت‌وگو حاصل می‌شود. بدون مکالمه نمی‌توان انتظار شنیدن و هم‌رأیی داشت. هیچ‌یک از مکالمات سقراطی برای قانع ساختن یا مخالفت ورزیدن نبود. او شالودهٔ این مکالمات را فهم و تفهم می‌دانست. اساساً گفت‌وگو راهی برای فهمیدن است، راهی که خود نیز بخشی از این دانایی را شکل داده و تنها ابزار دست یافتن به فهم صحیح نیست.
در دنیای امروز گفت و گو ابزار مهمی برای انواع ارتباطات انسانی مثل مذاکره و مناظره و… می‌باشد؛ یعنی ما از رهگذار گفت‌وگو می‌توانیم به موازین ارتباطی نائل بشویم. اساس گفت‌وگو بر تفهیم و مفاهمه می‌باشد همچنین گفت‌وگو مهم‌ترین ابزار برای حل تعارض در جامعه انسانی می‌باشد. البته لازم است ذکر شود که برای اینکه گفت و گو مؤثری داشته باشیم باید از عنصر گوش دادن فعال که نقش بسزایی در نحوه ارزیابی ما از حرفهای طرف مقابل ایفا می‌کند را به خوبی لحاظ کنیم چراکه می‌تواند مسیر گفت‌وگو را به سمت خیر یا شر هدایت کند. در مسیر گفتگو شناخت مخاطب از اهمیت ویژه‌ای برخوردار است؛ مثلاً برخی از مخاطبان درون‌گرا و برخی برون‌گرا هستند. یا برخی سمعی اند و برخی دیگر دیداری. در واقع شناخت مخاطب از این جهت مهم می‌باشد که من پیامم را در خور و حال مخاطب به او منتقل کنم. خیلی وقت‌ها فکر می‌کنیم چون ما می‌گوییم و طرف مقابل می‌شنود یا او می‌گوید و ما می‌شنویم یعنی گفتوگو رخ داده است در حالی که اصلاً اینطور نیست. استفاده از زبان بدن مناسب درهنگام گفت و گو می‌تواند به بهتر منتقل شدن مفهوم کمک کند.
راهکارهای گفت و گو موثر
۱_حذف تک کلمات منفی: یعنی به‌جای گفتن من آدمی منظمی نیستم (در حالی که خودتان می‌دانید آدم منظمی هستید)، از عبارت من آدم منظمی هستم استفاده کنید یعنی شکل عبارت را مثبت بیان کنید.
۲_تحسین دیگران و تشکر از آنها: همه آدم‌ها تشویق و تمجید را دوست دارند و این یک فرصت خوب برای برقراری یک ارتباط درخور می‌باشد.
۳_حذف کلمات حاکی از عدم اطمینان: کلماتی مثل نمی‌دانم، شاید و … از اعتبار صاحب کلام می‌کاهد.
۴_تا وقتی کسی از شما چیزی نخواسته، توضیح ندهید. در بیشتر مواقع بدون اینکه کسی از ما توضیحی بخواهد شروع می‌کنیم به توضیح دادن. در ارتباط انسانی این یک مسئلهٔ بسیار مهم می‌باشد چراکه سکوت بجا و پاسخ دادن در زمان مناسب می‌تواند شان و جایگاه ما را نزد مخاطب بالا ببرد.
۵_هنگام خداحافظی بگویید که از گفتگو با شما لذت بردم و دلیل آن را عنوان کنید.
۶_در هنگام خداحافظی جمله‌ای از طرف مقابل را بخاطر بسپارید و از قول او نقل کنید.
مبحث لحن در گفت و گو بسیار مهم می‌باشد و تأثیر بسزایی دارد. گفت‌وگو می‌تواند در قالب‌های مختلفی از جمله عصبانیت، مهربانی، خوشحالی، خشن، به آرامی، با لطافت، با سبکی متن و … باشد. گفت و گو می‌توانید بر سر یک موضوع به واسطه دو تا چند نفر به صورت شفاهی انجام شود.

## گفت‌وگو برای یادگیری
بسیاری از مردم فکر می‌کنند که گفتگو در یادگیری تداخل ایجاد می‌کند و این برای نوع خاصی از گفتگوی مخالف که در فرهنگ رسانه‌های ما به‌طور فزاینده‌ای رایج است، صادق است. تانن (۱۹۹۸) انواع گفتگوهای تهاجمی را که اغلب در نمایش‌های گفتگو و در حوزه‌های سیاسی دیده می‌شود، تحلیل می‌کند، جایی که نمایندگان دو دیدگاه مخالف در مورد یکدیگر صحبت می‌کنند. در این اشکال گفتگو، هدف این نیست که با هم به یک موقعیت مشترک بپردازیم، بلکه فقط به امتیاز دادن می‌رسیم. همه ما معلمان و والدین کودکان درگیر در این نوع گفتگو را دیده‌ایم، و به احتمال زیاد موافق آن هستند که کمی به آموزش وپرورش کمک می‌کند. علوم یادگیری در حال بررسی نوع دیگری از گفتگو است، که ما آن را به عنوان گفتگو مشترک می‌شناسیم. به عنوان مثال، گفتگو مشترک در علوم نقش مهمی دارد؛ علم نه با انباشت حقایق بلکه با بحث و بحث پیشرفت می‌کند. حتی زمانیکه دو دانشمند مخالف عقیده یکدیگر هستند، هنوز ارزش‌های مشترکی از علم دارند و هر دوی آنها علاقه‌مند به دستیابی به اهداف مشابه هستند (تعیین اینکه کدام ادعا باید پذیرفته شود). بحث در علم نباید در درجه اول مخالف و مهاجم باشد؛ این شکلی از بحث مشترک است که در آن هر دو طرف با یکدیگر همکاری می‌کنند تا یک مسئله را حل کنند و در آن هر دو دانشمند به توافق برسند.
مشارکت در گفتگو مشترک می‌تواند به دانش آموزان کمک کند تا به‌طور انتقادی و مستقل در مورد مسائل مهم و ارزش‌های متضاد فکر کنند.
قبل از اینکه دانش آموزان بتوانند در گفتگوی مشترک مشارکت کنند، باید بر اختلاف قدیمی و عمیق بین خرد و احساسات غلبه کنند. تهاجم به دیگران را متوقف سازید، و به جای آن انگیزه‌ها احساس‌های مثبت خود را نسبت به مسئله مورد بحث و دیدگاه‌های دیگران بروز دهید. وقتی دانش آموزان در بحث در کلاس درس مشارکت می‌کنند، آن‌ها در حال گفتگو به منظور یادگیری هستند. گفتگو زمانیکه به عنوان یک رویکرد مشارکتی مشاهده شود، می‌تواند به آموزگاران برای دستیابی به اهداف مهم یادگیری متنوع کمک کند.

راه‌های بسیاری وجود دارد که گفتگو می‌تواند به یادگیری کمک کند.
اول، گفتگو شامل توسعه دانش، استدلال و ارزیابی است. نشان داده شده است که این فعالیت‌ها به یادگیری مفهومی عمیق‌تر کمک می‌کنند.

دوم، مشارکت در گفتگو به دانش آموزان در مورد ساختارهای استدلالی کمک می‌کند.

سوم، به این دلیل که گفتگوی تولیدی نوعی مشارکت است، می‌تواند به توسعه آگاهی اجتماعی و توانایی‌های مشارکت بیشتر کمک کند (.
چهارم: گروهی از افراد در محل کار، منزل، گردهمایی‌های اجتماعی، اغلب روش‌های گفتگوی مشترکی دارند. و مشارکت مؤثر در این گروه‌ها می‌تواند یادگیری نحوه گفتگوی درون آن‌ها را به اثبات برساند. این به ویژه در مورد جوامع مبتنی بر دانش که به عنوان مهم‌ترین جامعه دانشی هستند - گروه‌هایی از متخصصان بسیار آموزش دیده مانند دانشمندان، پزشکان، وکلا و مدیران.

### عناوین مباحث در این مقاله
برای هزاره‌ها، از دیدگاه‌های مختلف، به ویژه در فلسفه، منطق، ادبیات و گفتار عمومی مورد مطالعه قرار گرفته است. در سال‌های اخیر، دانش آموزان یادگیرنده در حال مطالعه آموزشی از گفتگو استفاده می‌کنند. مطالعات گفتگو برای یادگیری بالقوه به منظور تسهیل استدلال مشارکتی برای کمک به زبان آموزان، معلمان و محققان طراحی محیط یادگیری را فراهم می‌کند.
1. دربارهٔ نظریه استدلال صحبت می‌کنیم. برای واژگان خود و دیدگاه‌های مختلف در مورد استدلال

1. دربارهٔ رابطه بین استدلال و یادگیری بحث می‌کنیم.

1. یادگیری در محیط‌های یادگیری، مانند اتاق‌های گفتگو و گروه‌های خبری اینترنت را خلاصه می‌کنیم، که در آن بحث‌ها توسط شبکه‌های کامپیوتری متأثر می‌شوند.

### نظریهٔ گفتگو
نظریهٔ استدلال به مطالعهٔ تولید، تجزیه و تحلیل، و ارزیابی گفتگو می‌پردازد. هدف این است که معیارها را برای قضاوت در مورد صحت یک گفتگو توسعه دهیم. توصیف و ارزیابی گفتگو یکی از قدیمی‌ترین موضوعات تحصیلی است؛ ارسطو چندین استدلال را بیان می‌کند شامل آموزه، دیالکتیکی، لفاظی، معاینه و شخصیت است. برای بیشتر قرن بیستمی‌ها، مطالعه استدلال توسط دانشمندان بر ساختار منطقی و تکراری استدلال متمرکز شده است. در این رویه متداول، یک گفتگو خوب به نوع خاصی از ساختار گفته شد و محققان سعی کردند تحت «دستور زبان» استدلال از طریق قیاس با نحو از جمله ایکه خوب شکل گرفته مشخص کنند. به عنوان مثال، تولیمین (۱۹۵۸) عناصر زیر را در استدلال صدا در گفتمان روزمره شناسایی نمود. این نوع رویکرد بسیار مهم است، به خصوص در تجزیه و تحلیل استدلال‌های گفتاری و نوشته شده. این توضیحی مختصر از آنچه به نظر می‌رسد مسیر صحیح گفتگو یا یک مسیر تولید پرس و جو یاشد. با این حال، در سال‌های اخیر، مطالعه گفتگو مطالعه ای بیشتر تجربی و علمی تبدیل شده است، و تجزیه و تحلیل تجربی نشان می‌دهد که رویکرد دستوری به خوبی روش‌هایی که استدلال در گفتمان مشارکت در بحث دارند است. توجه داشته باشید که این مدل نمی‌تواند هر دو طرف درگیر در گفتگو را به عنوان یک پدیده گفتمان در نظر بگیرد، که همیشه در یک محیط خاص تعبیه می‌شود. برای علوم یادگیری، یک مشکل جدی دیگر این است که دید گرامری نمی‌تواند درک کند که چگونه ساختارهای گفتگو ممکن است در طول رشد تغییر کند.

### یادگیری و استدلال
در گفتگو به منظور یادگیری، دانش آموزان عمدتاً تلاش نمی‌کنند یکدیگر را متقاعد کنند؛ در عوض، آنها در جستجوی اکتشافات یک «فضای گفتمان» راه حل مشکلات و مفاهیم اساسی آنها قرار دارند (به عنوان مثال) بیکر (۲۰۰۹) مکانیسم یادگیری را که به‌طور بالقوه با مشاجره مؤثر برای یادگیری مرتبط است، شناسایی کرده است.
این مکانیزم‌ها بر اساس علوم یادگیری عمومی است که به نظر می‌رسد به‌طور وسیع به طیف گسترده‌ای از دانش محتوا اعمال می‌شود:
تغییر در نظر: به عنوان نتیجه ای از گفتگو، ممکن است به فراگیری زبان آموزان باورهای اساسی خود را درمورد مسئله مشکل یا کلی دیدگاه‌های آنها را تغییر دهید، منجر شود. همچنین به سادگی تغییر ذهن خود رادر مورد اعتقادات، تغییرات ظریف تر ممکن است رخ دهد به عنوان دانش آموز دیدگاه‌های متضاد و اصیل که دیدگاه‌های جایگزین را به حساب می‌آورند، بیشتر توضیح دهید.

ساخت دانش صریح (آشکار): دانش آموزانی که توضیحات را بیان می‌کنند، اصول استدلالی که مشکلاتشان را حل می‌کنند، اغلب گفتگوی منجربه یادگیری را نشان می‌دهد). فرصت‌های بیشتر برای توضیح و تهیه یک توجیه یا دفاع از گفتگو اغلب منجر به یادگیری عمیق‌تر می‌شود.
تغییر مفهومی: بحث در مورد یک سؤال ممکن است باعث ایجاد شک در مفاهیم اولیه از مشکل شود. تحول مفهومی زمانی ایجاد می‌شود که دانش آموزان تمایز جدیدی را بین مفاهیم قبلی و مفاهیم جدید مورد گفتگو حمایت کنند. (مراجعه به)

''مشارکت در دانش جدید:'' دانش‌آموزان با هم کار می‌کنند تا مدرن تر شوند. معانی ماهیت تعاملیِ میان‌فرهنگی تعامل کلامی به یادگیری فردی کمک می‌کند.

''''افزایش فن بیان و تفسیر:'''' گفتگو، یادگیرندگان را ملزم به طرح دقیق پرسش و اظهارات می‌نماید.

### رشدمهارت گفتگو
توانایی شرکت دریک گفتگو جامع درسالهای اولیه رشد ظهور پیدا می‌کند. در سه سالگی، کودکان مولفه‌های اصلی یک استدلال را تولید و درک می‌کنند. توانایی ساختن مفاهیم دقیق و یکپارچه در دفاع از یک موقعیت مطلوب، با سن بهبود می‌یابد. این رشد، با این حال، درک عمیقتری از عقاید مخالف خود شخص را تضمین نمی‌کند؛ در واقع، دانش استدلال به‌طور نامتقارن رشد می‌یابد. افراد در مورد موقعیت‌های مثبت نسبت به موقعیت‌های حریف خود آگاهی بیشتری دارند. همچنین، آنها در مورد ضعف عقاید مخالف خود بیشتر از نقاط ضعف خود می‌دانند. ""ما می‌توانیم افراد را برای درک موضع مخالف با روش دقیق تر و پیچیده‌تر آموزش دهیم؛ اما تنها زمانی که آنها مجبور به تغییر موضع خود هستند، شروع به آوردن دلایل که به نفع موقعیت حریف است می‌نمایند.""

### گفتگو برای یادگیری منجر به مهارت‌های استدلال می‌شود
در استدلال، افراد استنباطی از دانش داده شده برای رسیدن به یک نتیجه‌گیری را به وجود می‌آورند. استنتاجهایی که حامی استدلال به نظر می‌رسند دارای ساختاری شبیه به یک استدلال مؤثر هستند.
مهارت‌های استدلال غیررسمی از طریق گفتگو رشد می‌یابند، زیرا استدلال، ذخیره و دسترسی به دانش در حافظه و رشد مدل‌های ذهنی دقیق، که به تولید نسبی کمک می‌کند را تسهیل می‌کند.
کوهن (۱۹۹۱) مهارت‌های استدلال را با در نظر گرفتن افراد برای آمادگی گفتگوها و مخالفتها در مورد مسائل دارای اهمیت اجتماعی نظیر آنچه باعث می‌شود زندانیان پس از آزاد شدن مجدد به جرم بازگردند، مورد مطالعه قرار دادند. سؤال تحقیقی این بود که چه چیزی باعث می‌شود بچه‌ها در مدرسه شکست بخورند؟ کوهن با ۱۶۰ نفر در چهار گروه سنی (نوجوانان، ۲۰، ۴۰ و ۶۰ ساله) برای نظریه‌های علی آنها، شواهد مورد استفاده برای حمایت از نظریه‌هایشان، توانایی آنها در ایجاد یک نظریه جایگزین به تنهایی و توانایی آنها در ایجاد اختلاف نظر به نظریه خود و مخالفت با نظرهای مخالف مصاحبه کرد.
اکثر این افراد استدلال‌های ضعیف ساختاری ارائه دادند و نظریه‌ها را همراه با یک لیست از علل غیر مرتبط ارائه دادند.
تنها ۱۶ درصد از شرکت کنندگان توانستند شواهد واقعی برای نظریه‌هایشان ایجاد کنند. اکثر شواهد ارائه شده از نوعی بود که کوهن شبه شواهد نامید (مثلاً وقتی پرسش از چه چیزی باعث می‌شود زندانیان پس از آزاد شدن به جرم بازگردند؟ افراد ممکن است شبه دلیلی را مانند: «بعضی از آن‌ها می‌توانند یک زندگی عادی داشته باشند». بیاورند). بیشتر شرکت کنندگان (۳۳٪)، هرچند هنوز یک اقلیت بودند، توانستند یک نظریه جایگزین را بپذیرند. یک مهارت استدلال مهم، توانایی تولید نظرهای مخالف است و تنها ۳۴ درصد به‌طور مداوم قادر به ایجاد یک مخالفت با نظریه خود بودند. در نهایت درصد افرادی که اعتبارات معتبری را به نظریه‌های خود اضافه کرده بودند، بین ۲۱ تا ۳۲ درصد در موضوعات مختلف بودند.
کوهن معتقد است که مهارت‌های استدلال بر مبنای نظریه‌های معرفت‌شناسی شخص است، یعنی دیدگاه آن‌ها در مورد ماهیت دانش و دانستن. او پیشنهاد کرد که نظریه معرفت شناختی یک فرد دردوسر طیفی بسیار متفاوت قرار می‌گیرد: معرفت‌شناسی مطلق و معرفت‌شناسی ارزشمندی. در معرفت‌شناسی مطلق، دانستن در نادیده گرفتن کامل بر امکانات جایگزین غالب است. در معرفت‌شناسی ارزشیابی، دانستن مستمر و فرایندی کارآمد برای ارزیابی امکانات است، که هرگز کامل نشده است. معرفت‌شناسی ارزش‌گذارانه با مهارت و فهم استدلال مرتبط است. اقلیت افراد مورد مطالعه (بین ۹ تا ۲۲ درصد بسته به موضوع) معرفت‌شناسی ارزیابی را داشتند. برای چنین یادگیرندگانی به منظور پیشرفت در درک بهتر استدلال، ابتدا باید معرفت‌شناسی خود را تغییر دهند.

### یادگیری با گفتگو در گروه‌های کوچک
علوم یادگیری نشان داده است که تعاملات کلاس درس مشترک می‌تواند اغلب در یادگیری فردی کمک کند. (،). این امر به ویژه دربارهٔ گفتگو مشترک درست است.
به عنوان مثال، کوهن، شاو و فلوتون (1997) از دانشجویان و بزرگسالان خواسته‌اند مقاله ای در مورد مجازات اعدام بنویسند و سپس این دانش آموزان را برای بحث در مورد این موضوع برای یک دوره چند ماهه مشغول به کار کنند، که به موجب آن مقاله ای است که موقعیت خود را توجیه می‌کند دوباره کشف شد.
گفتگو دو به دو، به‌طور پی در پی با شرکای متعدد هر گفتگو ۱۰–۱۵ دقیقه اجرا شد (در نتیجه، دانش آموزان و بزرگسالان به‌طور قابل توجهی بیشتر دو طرفه ارائه (به عنوان مخالف یک طرفه) و کاربردی (به عنوان غیر کارکردی مخالف) مخالف استدلال به‌دست آمد.
رزنیتسکایاو همکاران (۲۰۰۱) از یک روش به نام استدلال مشارکتی، یک رویکرد در گفتگو استفاده کرده‌اند که هدف آن ارائه فرصت به دانش آموزان مبتدی به توانمندی در یادگیری مهارت گفتگو است. گفتگوی مشارکتی به دانش آموزان کمک می‌کند تا شیوه‌های استدلالی - ساختارهای انتزاعی دانش را که نشان دهنده گستره‌های گسترده‌ای از گفتمان استدلال است، بروز دهند.  طرح گفتگو، سازماندهی و بازیابی اطلاعات مربوط به استدلال را میسر می‌نماید، ساختار و ترمیم گفتگو را تسهیل می‌کند و مبنایی برای پیش‌بینی اعتراض‌ها فراهم نموده و نقصان در استدلال‌های خود و استدلال‌های دیگران را فراهم می‌آورد. دانش آموزانی که در استدلال مشترک مشارکت داشتند، مقاله ای نوشتند که حاوی مقادیر بیشتری از استدلال‌ها، مخالفت‌ها، انتقادات و مراجع به اطلاعات متنی از مقالات دانشجویانی است که استدلال مشترک نداشته‌اند.

### گفتگو برای یادگیری در زمینه
شواهدی وجود دارد که گفتگو در زمینه‌های مختلف فرهنگی و اجتماعی متفاوت است (نگاه کنید به. به‌عنوان مثال، نوع گفتگویی که در مدرسه مناسب است، ممکن است یک شکل خاص از گفتمان فرهنگی خاص مدرسه باشد. این اشکال گفتگو مبتنی بر مدرسه، آنهایی هستند که به احتمال زیاد با اشکال ایده‌آل شده که توسط نظریه استدلال پیشنهاد می‌شود، مطابقت دارند. در خارج از مدرسه، فرهنگ‌های مختلف دارای هنجارهای متنوعی هستند که به بحث و گفتگو می‌پردازند؛ به عنوان مثال، در فرهنگهای متنوع به‌طور گسترده‌ای که از اختلافات اجتماعی اجتناب می‌کنند، اجماع یا عقیده اکثریت ترجیح داده می‌شود. مردم کشورهای آسیایی (به ویژه چین و ژاپن) تمایل دارند تا از تضاد و جستجوی «راه میانجیگری» مشترکانه برخوردار شوند. فرهنگها مانند اسرائیل، یک شکل خاص گفتمان را توسعه داده‌اند - به نام "سخن گفتن دوغری" ("گفتار مستقیم") - این به صراحت مبتنی بر مقابله با دیدگاه‌ها است، اما با توجه به پذیرش تفاوت‌های گوناگون در بعضی از ملتها، مانند فرانسه، گفتگوهای خاص (مثلاً کسانی که نژادپرستی را پیشنهاد می‌کنند) نمی‌توانند به‌طور قانونی در حوزه‌های عمومی از جمله مدارس ساخته شوند.

### گفتگو مشارکتی در محیط‌های الکترونیکی
علوم یادگیری کشف می‌کند که دانش بسیار به‌طور مؤثر در مشارکت آموخته شده است. با این وجود، تحقیق گسترده‌ای را انجام دادیم که نشان می‌دهد اکثر مردم به سختی با هم گفتگو می‌کنند. تکنولوژی کامپیوتر یک راه حل بالقوه ارائه می‌دهد.
به عنوان مثال، سیستم‌های یادگیری مشارکتی با کامپیوتر می‌توانند، از گفتگو تولیدی حمایت کنند و آن را هدایت کنند، که موجب درک عمیق‌تر می‌شود. در این بخش، ما چندین سیستم نرم‌افزاری را معرفی می‌کنیم که دانش آموزان از طریق وارد کردن گفتگو در کامپیوتر با یکدیگر مشارکت می‌کنند.

### گفتگوی چهارچوب دار در قالب یک بازی گفتگویی
با الهام از نظریه استدلال، نظریه بازی گفتمان نشان می‌دهد که باید رفتارهای شرکت کنندگان را با مشخص کردن نقش‌ها و محدودیت‌ها، طراحی کنیم. شرکت کنندگان تنها مجاز به انجام حرکت‌های گفتگویی هستند که در لیست حرکت‌هایی که در هر نقطه ای از گفتگو مناسب هستند ظاهر می‌شود. مکینزینی (۱۹۷۹)، بر اساس نظریه بازی گفتمان، یک بازی کامپیوتری استدلال به نام DC را ایجاد کرد که کاربر را قادر می‌ساخت تا یک حرکت را انتخاب کند و محتوای آن را تایپ کند. این حرکت شامل «سؤال»، «شرح دادن»، «چالش»، «حل مسئله» و «عقب‌نشینی» است. سپس سیستم با توجه به لیست از پیش تعیین شده قوانین، مشارکت را ارزیابی کرد. قوانین زمانیکه یک حرکت می‌تواند یا باید انجام شود و نتیجه چه اتفاقی رخ داد، مشخص می‌شوند. این قوانین هر بازیکن برای از بین بردن یک سؤال جلوگیری می‌کند، بحث در یک دایره یا عدم حمایت از یک ادعا است.